# Somewhere Somehow
Somewhere Somehow is een nummer van de Schotse band Wet Wet Wet uit 1995. Het is de vierde single van hun vierde studioalbum Picture This.
"Somewhere Somehow" werd vooral een hit op de Britse eilanden. Het bereikte de 7e positie in het Verenigd Koninkrijk. De Nederlandse Top 40 wist het nummer nog net te halen met een bescheiden 39e positie.